# Paul Van Royen
Paul Van Royen (Antwerpen, 28 oktober 1958) is een Belgische huisarts en hoogleraar. Hij is oprichter en voorzitter/directeur van de Belgische Werkgroep Ontwikkeling Richtlijnen Eerste Lijn (WOREL). Hij was de eerste huisarts die decaan werd van een faculteit Geneeskunde in België, namelijk van 2012 tot 2018 aan de Universiteit Antwerpen

## Biografie
Van Royen studeerde af in geneeskunde aan de Universitaire Instelling Antwerpen en werd er doctor in de medische wetenschappen in 1993. Sinds 1994 is hij hoogleraar Huisartsgeneeskunde aan de Universiteit Antwerpen. Van 1997 tot 2023 was hij voorzitter van het Vertrouwenscentrum Kindermishandeling Antwerpen.